# Achoma
Achoma esta geográficamente ubicado en las coordenadas 15° 39' 39" Sur, 71° 42' 3" Oeste; es un pueblo enclavado en el Cañón del Colca en la Provincia de Caylloma, Departamento de Arequipa, Perú. 
Es capital del distrito de Achoma, zona de agricultores que cultivan la papa, habas, arvejas y otros que posteriormente son distribuidos en los mercados locales y regionales. Su alcalde elegido para el periodo 2007-2010, es Juan Eloy Condori Taco.
Las calles y plaza principal del pueblo de Achoma fueron declarados monumentos históricos del Perú el 23 de julio de 1980 mediante el R.M.N° 0928-80-ED.

## Turismo
Achoma tiene una destacada iglesia que data del siglo XVI, elaborada en sillar. Su festividad más importante es la que se celebra el 6 de enero, en honor a la "Virgen de Belén" danza del wititi con coloridos trajes típicos. Otras festividades importantes incluyen la de "San Isidro Labrador" (15 de mayo), Fiesta de la Santísima Virgen del Carmen (16 de julio) con sus tradicionales corridas de toros. Así también llegan desde diferentes partes del Perú y del mundo achomeños que radican en otras latitudes. La gente es amable, la segunda lengua materna es el Quechua.

## Clima
| Parámetros climáticos promedio de Achoma | Parámetros climáticos promedio de Achoma | Parámetros climáticos promedio de Achoma | Parámetros climáticos promedio de Achoma | Parámetros climáticos promedio de Achoma | Parámetros climáticos promedio de Achoma | Parámetros climáticos promedio de Achoma | Parámetros climáticos promedio de Achoma | Parámetros climáticos promedio de Achoma | Parámetros climáticos promedio de Achoma | Parámetros climáticos promedio de Achoma | Parámetros climáticos promedio de Achoma | Parámetros climáticos promedio de Achoma | Parámetros climáticos promedio de Achoma |
| Mes                                      | Ene.                                     | Feb.                                     | Mar.                                     | Abr.                                     | May.                                     | Jun.                                     | Jul.                                     | Ago.                                     | Sep.                                     | Oct.                                     | Nov.                                     | Dic.                                     | Anual                                    |
| ---------------------------------------- | ---------------------------------------- | ---------------------------------------- | ---------------------------------------- | ---------------------------------------- | ---------------------------------------- | ---------------------------------------- | ---------------------------------------- | ---------------------------------------- | ---------------------------------------- | ---------------------------------------- | ---------------------------------------- | ---------------------------------------- | ---------------------------------------- |
| Temp. media (°C)                         | 11.4                                     | 11.6                                     | 11.1                                     | 10.3                                     | 9                                        | 8.4                                      | 7.2                                      | 7.6                                      | 9.3                                      | 10.4                                     | 10.8                                     | 11.3                                     | 9.9                                      |
| Fuente: climate-data.org                 |                                          |                                          |                                          |                                          |                                          |                                          |                                          |                                          |                                          |                                          |                                          |                                          |                                          |